# Iłownica (Silésie)
Pour les articles homonymes, voir Iłownica.
Iłownica est une localité polonaise de la gmina de Jasienica, située dans le powiat de Bielsko-Biała en voïvodie de Silésie.